# Ctenarytaina longicauda
Ctenarytaina longicauda är en insektsart som beskrevs av Taylor 1987. Ctenarytaina longicauda ingår i släktet Ctenarytaina och familjen rundbladloppor. Inga underarter finns listade i Catalogue of Life.

## Bildgalleri

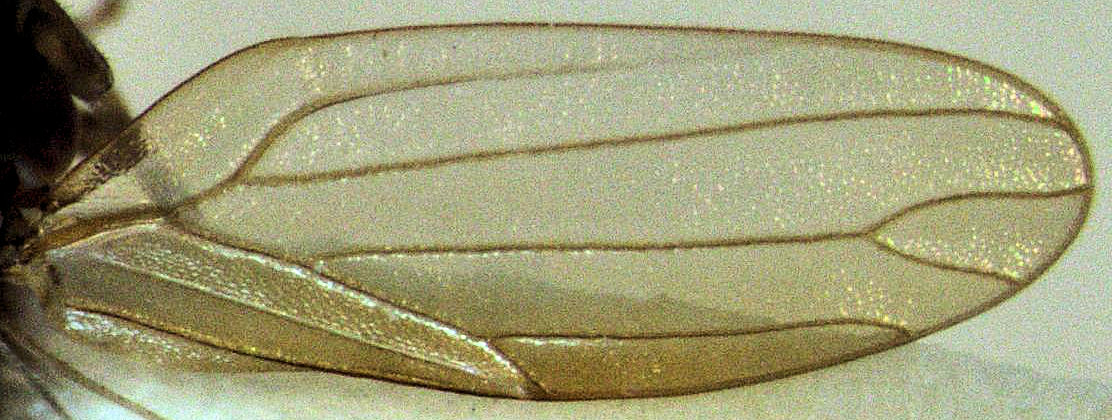
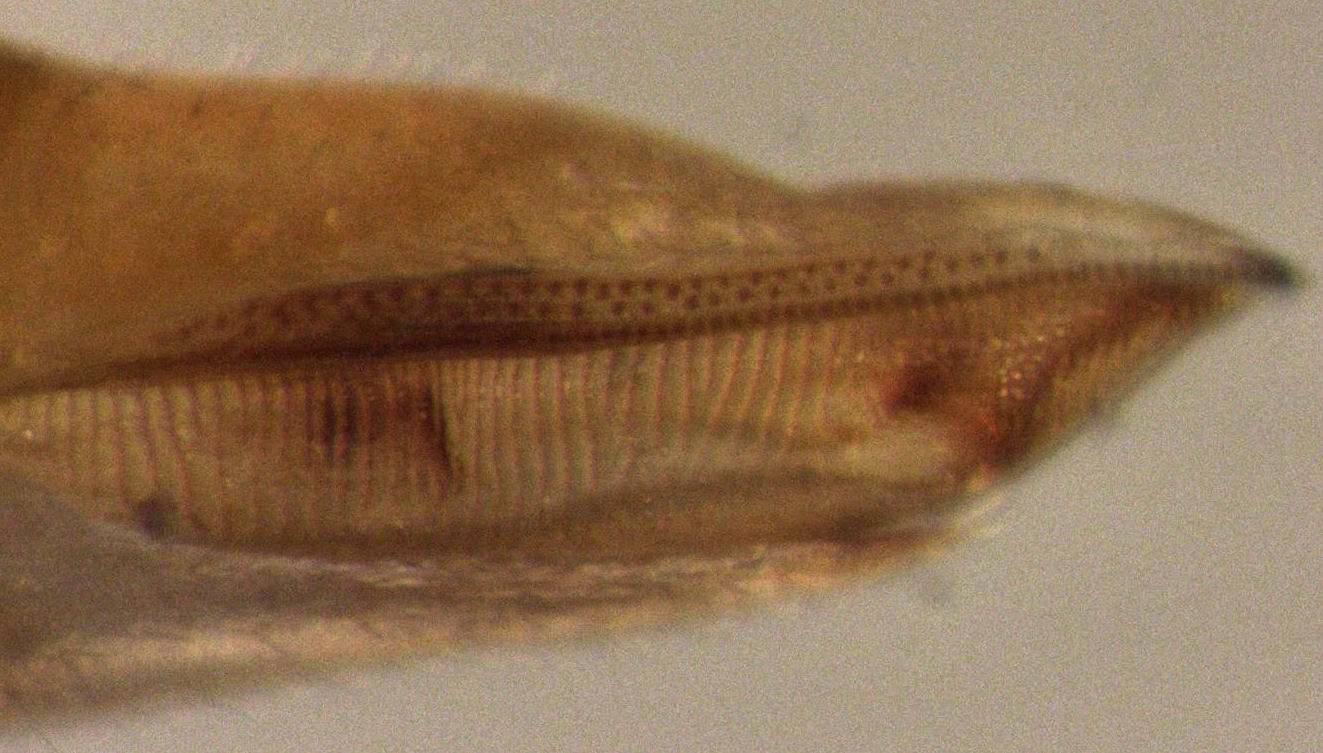
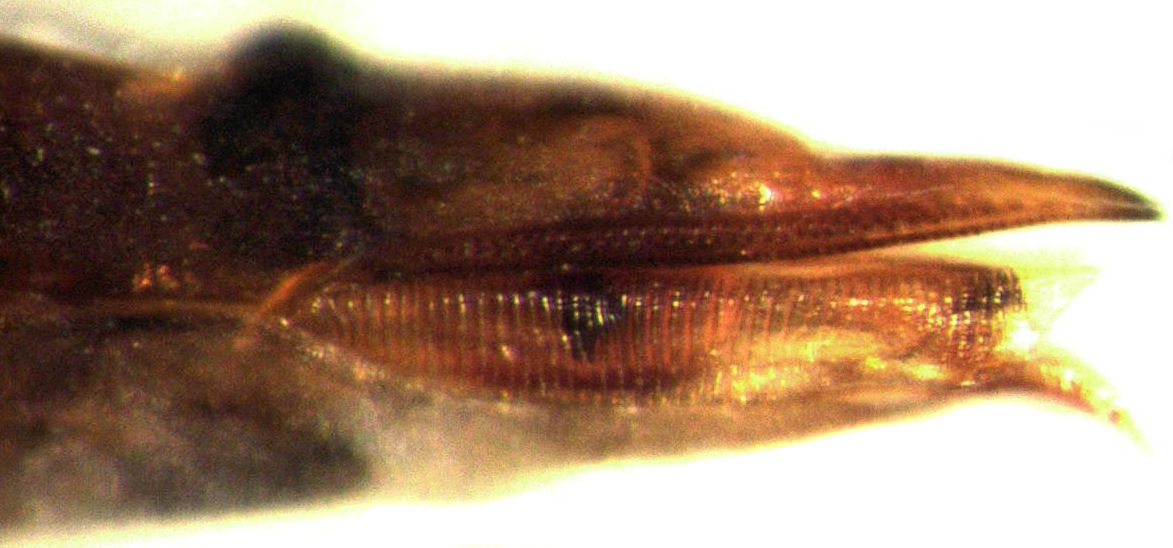
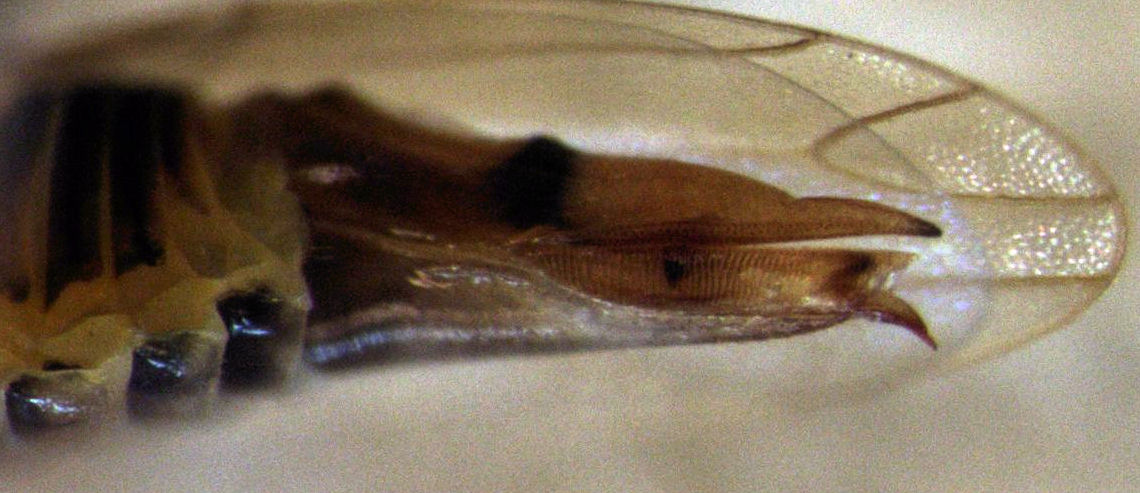
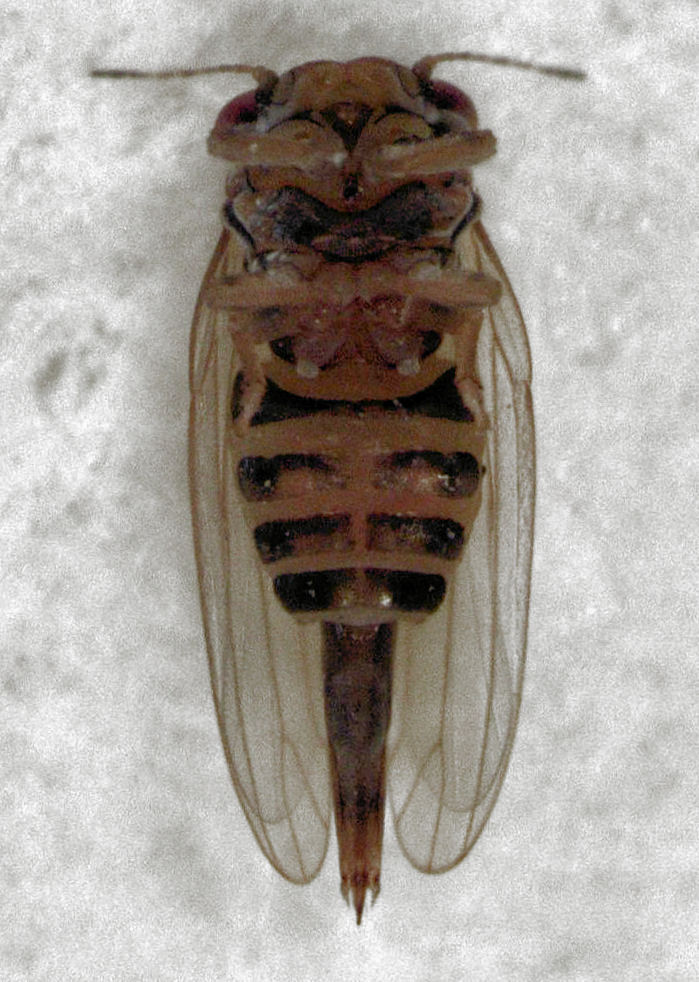
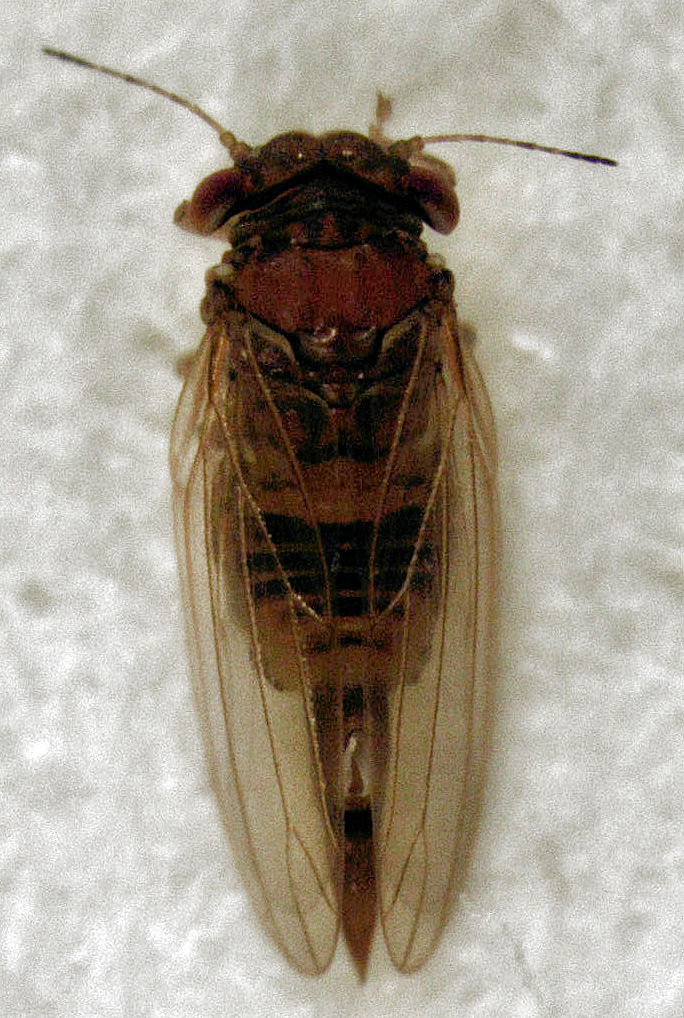